# Pentapeltis peltigera
Pentapeltis peltigera är en flockblommig växtart som först beskrevs av William Jackson Hooker, och fick sitt nu gällande namn av Aleksandr Andrejevitj Bunge. Pentapeltis peltigera ingår i släktet Pentapeltis och familjen flockblommiga växter. Inga underarter finns listade i Catalogue of Life.